# U.S. Route 76
La U.S. Route 76 è una strada statunitense a carattere nazionale che corre da est ad ovest per 882 km (548 mi) dalla Carolina del Nord sud-orientale al Tennessee meridionale.
Tra Chadbourn (NC) e Wilmington la 76 corre parallelamente alla Route 74 per una distanza di approssimativamente 87 km (54 mi). Il termine orientale della strada è a Wrightsville Beach (NC); il suo termine occidentale è a Chattanooga (TN).